# Channapatna
Channapatna (en canarés: ಚನ್ನಪಟ್ಟಣ ) es una ciudad de la India en el distrito de Bangalore rural, estado de Karnataka.

## Geografía
Se encuentra a una altitud de 672 m s. n. m. a 63 km de la capital estatal, Bangalore, en la zona horaria UTC +5:30.

## Demografía
Según estimación 2011 contaba con una población de 70 223 habitantes.